# Mortierella basiparvispora
Mortierella basiparvispora är en svampart som beskrevs av W. Gams & Grinb. 1976. Mortierella basiparvispora ingår i släktet Mortierella och familjen Mortierellaceae.   Inga underarter finns listade i Catalogue of Life.